# 教育传播学
教育传播学是一门涉及现代社会大教育的社会科学范畴，是教育学和传播学等多学科交叉边缘学科。
教育传播学主要研究以下内容:
- 教育传播系统
- 教育传播过程和模式
- 教育传播内容及传播符号
- 教育传播
- 通道与媒体
- 教育传播中的传者与受者
- 教育传播环境
- 教育传播效果及传播应用

教育传播学旨在系统地研究教育信息的传播现象、过程与规律性。